# 張羽霖
張羽霖（1986年1月16日—），綽號齊天大聖，前臺灣男子籃球運動員，場上主打小前鋒位置。

## 生平
張羽霖來自高雄，國小時是棒球隊成員，進入三民家商才開始接受正規籃球訓練，大學就讀臺北市立體育學院，超級籃球聯賽先後效力過新浪獅、幼敏電銷、東風老鷹、璞園建築、台灣大、富邦勇士與台灣啤酒，第3季和第4季兩度抱走灌籃大賽冠軍，2019年6月與台灣啤酒合約到期後褪下球衣，在家鄉開設早午餐店。

## 外部連結
- 張羽霖在Eurobasket.com（球員）（英语）